# Białczański Chłopek

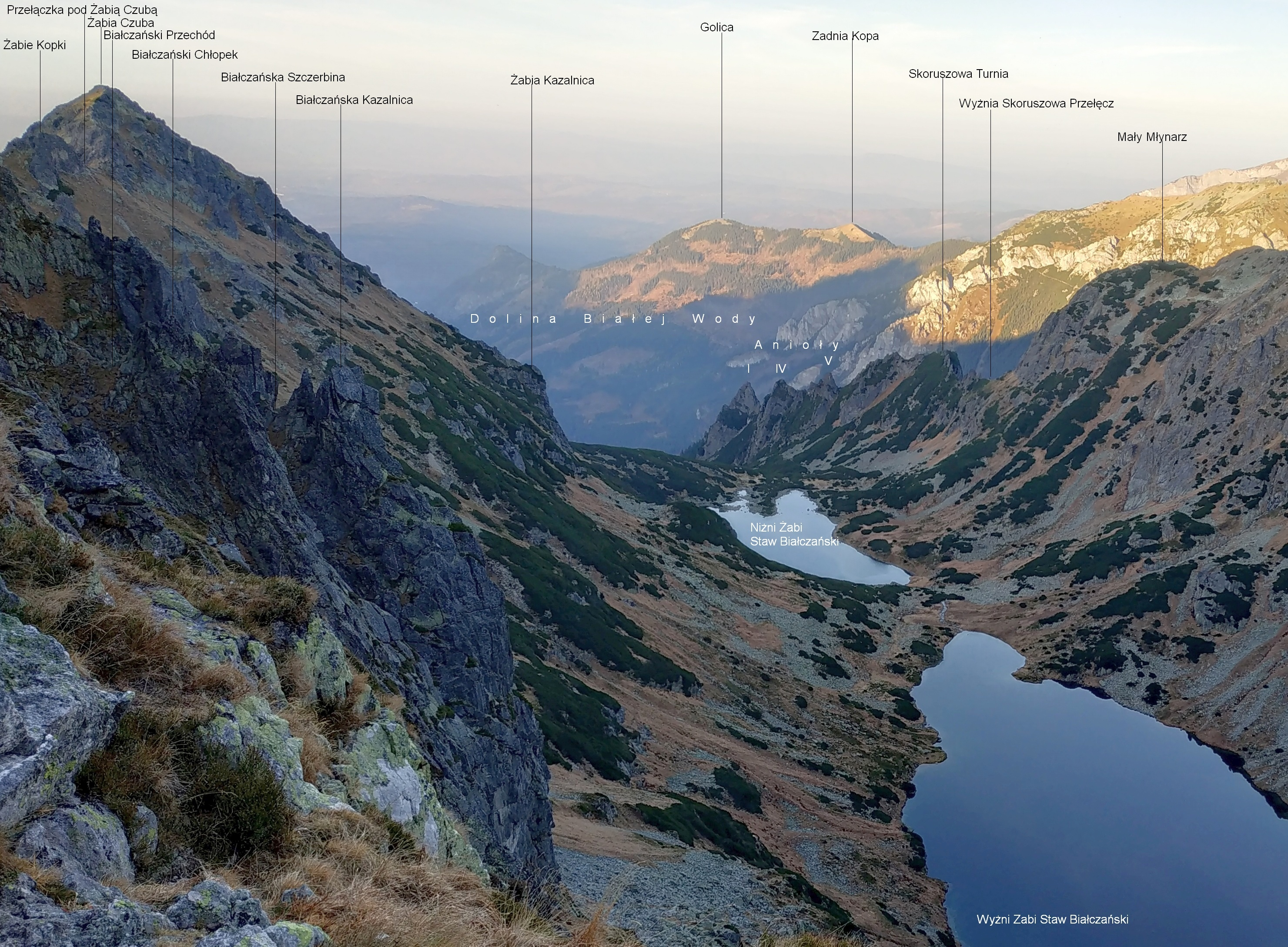
Widok z Żabiego Mnicha

Białczański Chłopek (niem. Hintere Froschbastei, słow. Bielovodský chlapík, węg. Békás-Parasztocska, ok. 2045 m) – turniczka we wschodnich, należących do  Doliny Żabiej Białczańskiej stokach Żabiej Grani w słowackich Tatrach Wysokich. Znajduje się w grzędzie odbiegającej od Zadniej Białczańskiej Baszty na wschód. Pomiędzy Białczańskim Chłopkiem a ścianą Zadniej Białczańskiej Baszty znajduje się Białczański Przechód będący częścią Białczańskiej Ławki. Białczański Chłopek wznosi się nad nimi około 8 m. Na południowy wschód natomiast opada z jego wierzchołka filar o wysokości około 100 m. Od prawej strony ograniczony jest Kominem Kurczaba. 
Wejście z Białczańskiego Przechodu na Białczańskiego Chłopka to II w skali tatrzańskiej. Jest to jednak zamknięty dla turystów i taterników obszar ochrony ścisłej Tatrzańskiego Parku Narodowego.